# مطار أوكسفورد
مطار أكسفورد (إياتا: OXF، إيكاو: EGTK)، عرف سابقًا باسم مطار كيلينغتون، هو مطار تابع للقطاع الخاص يقع بالقرب من كيدلنغتون في منطقة شيرويل، أوكسفوردشاير، شمال غرب أكسفورد ، 62 ميل (100 كـم) من وسط لندن . وهو مخصص لكل من الطيران العام وطيران الأعمال ويعتبر مركزا لأكاديمية أكسفورد للطيران ، والتي كانت تُعرف سابقًا باسم أكسفورد لتدريب الطيران ، وهي أكبر مدرسة تدريب جوي في أوروبا . ويعتبر أيضا المطار المدني الوحيد المسجل لدى منظمة الطيران المدني الدولي في أوكسفوردشاير.
في عام 2008، انخفض نشاط الطيران فيه إلى 48000 حركة فقط ، وهو أدنى مستوى على الإطلاق وانخفض بنسبة 70 ٪ في 10 سنوات، ومع ذلك ، كان النمو في طيران الأعمال هناك هو الأسرع في أي مطار في المملكة المتحدة للسنوات الموالية حتى 2012.

## تاريخ
تم إنشاء المطار في عام 1935 من قبل مجلس مدينة أكسفورد ليكون بمثابة مطار محلي، ولكن تم استخدامه من قبل سلاح الجو الملكي البريطاني ( قاعدة كيدلينغتون ) خلال الحرب العالمية الثانية ، تم تحويله إلى مركز لتعليم الطيران ومنشآت الاستئجار والصيانة.
بحلول عام 1968، أصبح مطار أوكسفورد ثاني أكثر المطارات ازدحامًا في المملكة المتحدة ، مع 223،270 عملية جوية - أقل بنسبة 10 ٪ فقط من مطار هيثرو. لمدة 5 سنوات بعد الحرب العالمية الثانية (1951-1956) كانت مدينة كيدلينجتون بمثابة قاعدة العمليات لنادي أكسفورد للطائرات الشراعية .

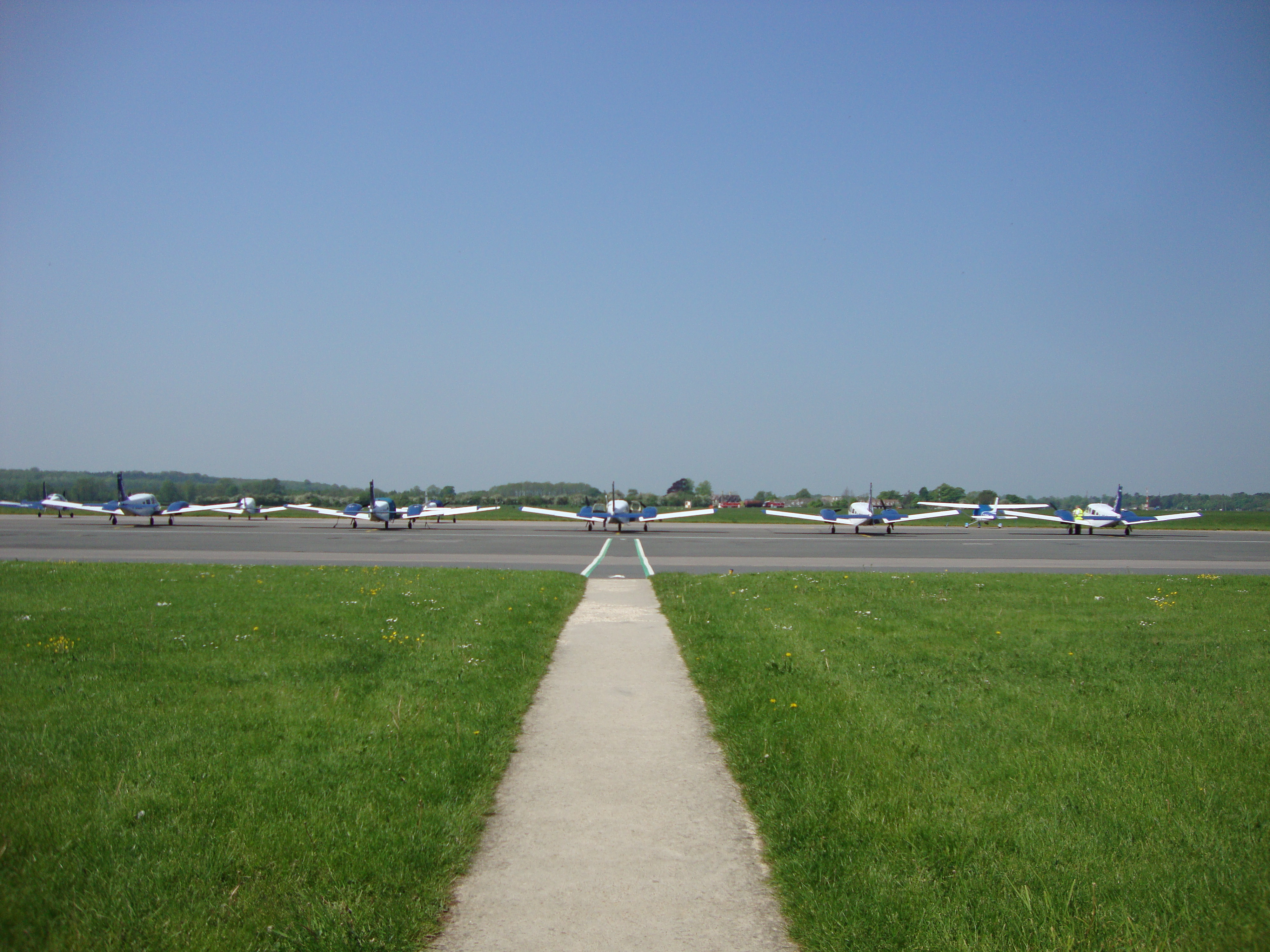
المدرج الرئيسي ، الذي تستخدمه أكاديمية أكسفورد للطيران.

في أغسطس من عام 2009، تم تغيير اسم المطار إلى مطار لندن أكسفورد. جذبت هذه الخطوة الكثير من التعليقات الصحفية،  وانتقادات من جمعية أكسفورد المدنية، التي وصفت الاسم الجديد بأنه مضلل. يقع المطار على بعد 60 ميل (97 كـم) من ماربل آرتش في وسط لندن ويعتبر بشكل عام خارج منطقة لندن. ومع ذلك ، قيل إن تسليط الضوء على القرب من لندن سيجعل المطار أكثر جاذبية لمجتمع طيران الأعمال في الخارج ، والآن يتمركز بالمطار رابع أكثر مرافق مناولات الطيران ازدحامًا في المملكة المتحدة.
خطط للتوسع بمساحة 17,800 متر مربع (192,000 قدم2) استفادت منها ساحة المطار كما استفادت حظائر الطائرات من 4,400 متر مربع (47,000 قدم2) إضافية مع نهاية يوليو 2010. كان الهدف هو خلق قدرة استيعابية تصل إلى 40 طائرة تنفيذية متوسطة إلى كبيرة ، من أجل تلبية الأحداث العامة الكبرى مثل الألعاب الأولمبية .
أعلن Manx2 في يناير 2012 عن بدء خدمة مجدولة من أكسفورد إلى جزيرة مان ، بدءًا من مايو من نفس السنة و بحلول عام 2013 أصبحت هذه خدمة موسمية قصيرة الأجل وتركزت على موسم حدث الدراجات النارية في جزيرة مان تي تي .

## الوقت الحاضر
في وقتنا الحاضر 35٪ من نشاط المطار محسوب على أكاديمية أكسفورد للطيران لتدريب الطيارين التجاريين كطلاب تحت سلطة الطيران المدني / الوكالة الأوروبية لسلامة الطيران، في حين يذهب 10٪ من النشاط طيران رجال الأعمال ، الخاص والمستأجر ، والباقي 55٪ هو نشاط طيران عام خاص وترفيهي.

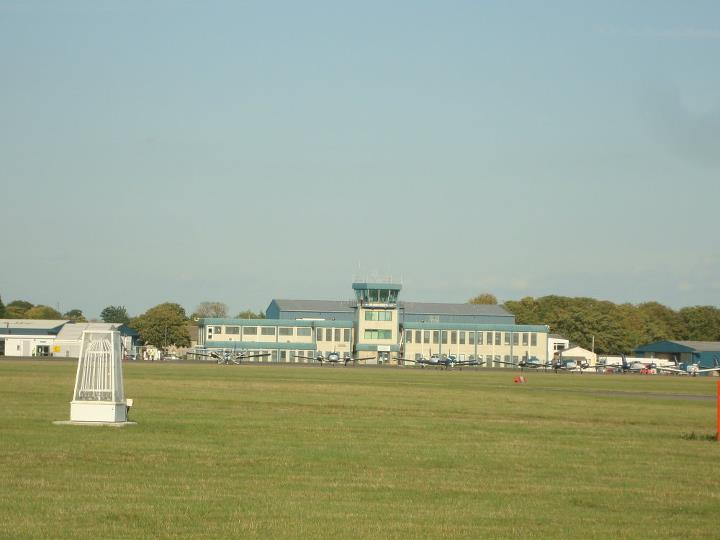
مقر أكاديمية أكسفورد للطيران و برج المراقبة في مطار أكسفورد بلندن

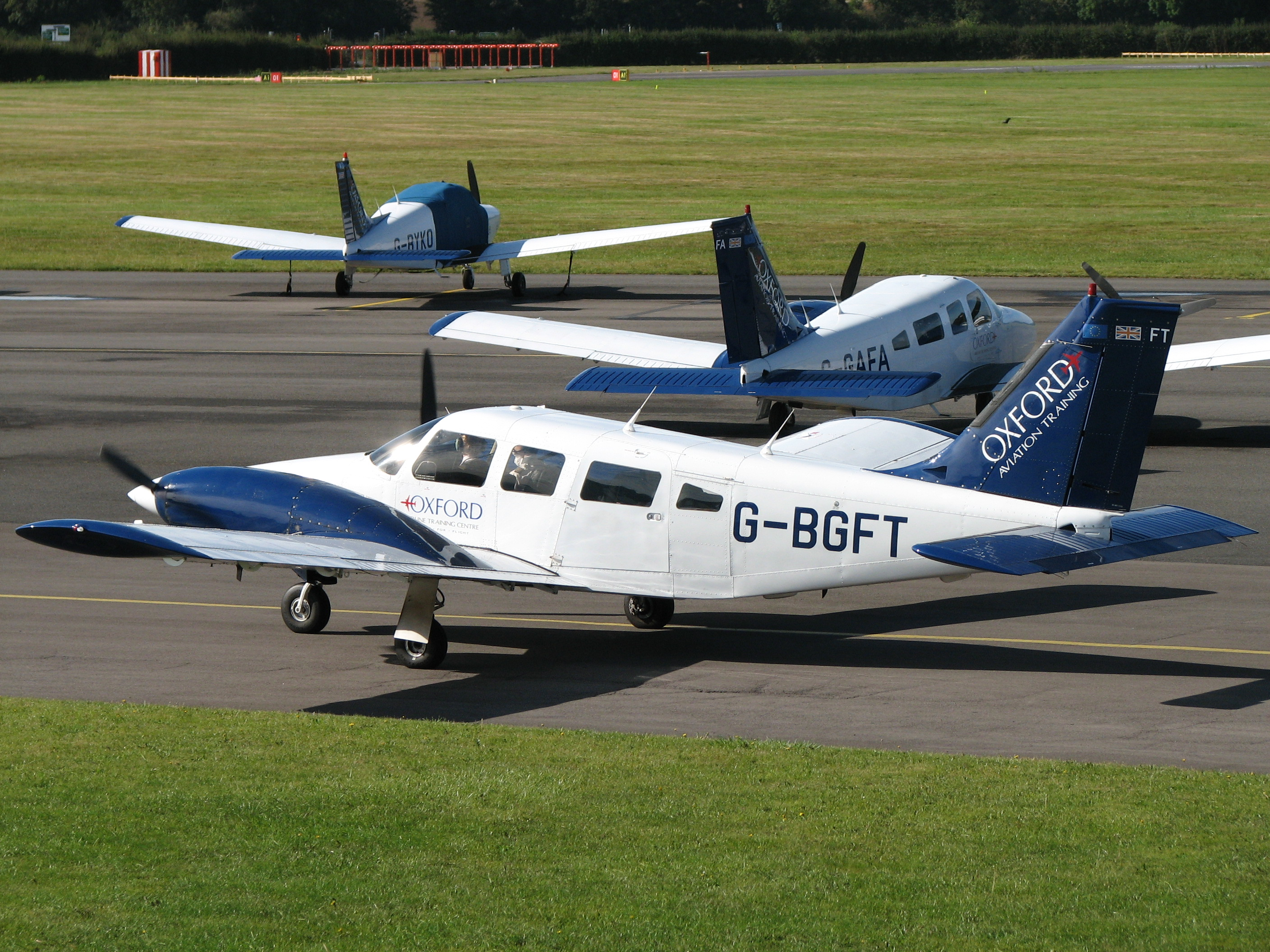
أكاديمية أكسفورد للطيران طائرة بيبر PA-34 سينيكا في مطار أكسفورد

## التوسع
تواصل فتح الخطوط الجوية الجديدة من المطار، بما في ذلك رحلات جوية إلى أمستردام، بلفاست، إدنبرة، فرانكفورت، جلاسكو، جيرسي، ميونيخ وباريس.

## المواصلات
يتم وصل مطار أكسفورد بواسطة خدمة الحافلات لمدة سبعة أيام من وإلى محطة سكة حديد أكسفورد ومحطة أكسفورد للحافلات، كما تربط خدمات الحافلات المحلية الأخرى التي تديرها شركة أكسفورد للحافلات المطار بالمدينة.

## الحوادث والأحداث
- في عام 1941 ، انحرف الطيار الرائد إيمي جونسون عن مساره أثناء رحلته إلى مطار أكسفورد من بلاكبول وتحطمت طائرته في مصب نهر التايمز.
- في 6 ديسمبر 2003 ، قُتل ثلاثة أشخاص في مطار أكسفورد عندما تحطمت طائرة Socata TBM 700 أثناء اقترابها . لم يتمكن فرع التحقيق في الحوادث الجوية من إيجاد سبب للتحطم.[10] مع العلم أنه لم تكن هناك مشاكل فنية مع الطائرة ، دخلت الطائرة في مسار غير مسيطر عليه ، مما أسفر عن مقتل الملياردير الفرنسي بول لويس هالي وزوجته والطيار.
- تحطمت طائرة تابعة لأكسفورد لتدريب الطيران بعد وقت قصير من إقلاعها في أغسطس 2006.[11] حيث اخترقت السياج المحيط بالمطار ، وتوقفت رأسًا على عقب على الطريق العام المجاور. على الرغم من الأضرار الجسيمة بالطائرة وتسرب الوقود ، لم ينشب حريق ولم يصب أحد في الحادث.
- في 15 يناير 2010 ، في حوالي الساعة 14ː00 بتوقيت جرينتش، تحطمت طائرة بيبر PA-31 بواسطة بالقرب من المطار ، مما أسفر عن مقتل شخصين.[12][13]